# Kato Mikeladze
Kato Mikeladze (georgiska: კატო მიქელაძე), född 1878, död 1942, var en georgisk feminist. 
Hon tillhörde den första generationen välutbildade kvinnor i Georgien. Under 1890-talet, då debatten om kvinnors rättigheter utbröt i Georgien och kvinnorörelsen organiserades av Barbare Dzjordzjadze och Ekaterine Gabasjvili, deltog hon som en ledande röst i pressen till försvar för jämlikhet mellan könen. Hon studerade i Ryssland och Bryssel, och inspirerades av den brittiska suffragettrörelsen. 
Hon grundade 1916 rösträttsföreningen Kalta liga och dess tidningsorgan Chma kartveli kalisa (georgiska: ხმა ქართველი ქალისა, fritt översatt: Den georgiska kvinnans röst). Det var den första organisationen för politiska rättigheter för kvinnor i Georgien. Hon drev en aktivism influerad av den internationella rörelsen för rösträtt. Rörelsen var framgångsrik. När Georgien blev ett självständigt land 1918 infördes rösträtt för kvinnor, och i dess första demokratiska val fick fem kvinnor platser i parlamentet. 
Efter att Georgien blev en sovjetrepublik 1921 förbjöds alla icke statliga politiska organisationer, inklusive kvinnorörelsen, och fullständig jämlikhet mellan könen infördes istället automatiskt av bolsjevikregimen. 